# FC Merksem
FC Merksem is een Belgische voetbalclub uit Merksem. De club is aangesloten bij de KBVB met stamnummer 8111 en heeft blauw als clubkleur.

## Geschiedenis
De club werd in 1959 opgericht als FC Bridge. In 1975 sloot men zich onder de naam FC Bridge Merksem aan bij de KBVB, waar men stamnummer 8111 kreeg toegekend. In 1982 werd de naam uiteindelijk gewijzigd in FC Merksem.
FC Bridge Merksem ging in de provinciale reeksen, waar het de volgende decennia bleef spelen. Men behaalde Derde Provinciale als hoogste niveau. Van 1998 tot 2000 speelde men in Derde Provinciale naast dorpsgenoot Merksem SC, een oude club die verschillende jaren op het nationale niveau had gespeeld maar even was weggezakt in de provinciale reeksen.
In seizoen 2021/2022 dwong FC Merksem, onder trainer Jens Fraeyman, promotie af van 4de provinciale naar derde door een perfect seizoen af te leveren. 28 wedstrijden met 28 overwinningen.